# カギバガ科
カギバガ科（カギバガか、Drepanidae）はカギバガ上科に属する鱗翅目（チョウ目）の科のひとつ。

## 特徴
本科は成虫の鼓膜器官の特有の構造によって特徴づけられる。本科の鼓膜器官は第一腹節背板と第二腹節腹板をつなぐ骨片と結合している。鼓膜は体外に露出せず、弦状感覚子（英語: Scolopidia）は鼓膜に付着するのではなく鼓膜内部に存在する。これらの特異な構造は他の鱗翅類では見られない。

## 分類
本科は以下の3亜科に分けられる。これら3亜科はかつては、それぞれ独立した科として扱われることが多かった。
- カギバガ亜科 Drepaninae
- オオカギバガ亜科 Cyclidiinae
- トガリバガ亜科 Thyatirinae

このうち、カギバガ亜科から Oretinae亜科を分離する分類体系が採用される場合もある。
オーストラリアに分布する Hypsidia 属はかつてはメイガ科 Pyralidae に分類されていたが、Scoble & Edwards (1988) によって本科に再分類された特異なグループとして知られる。

## 形態と多様性
世界から660種程度が記載されている。日本からは2021年現在、
カギバガ亜科31種、オオカギバガ亜科2種、トガリバガ亜科38種の計71種が知られている。一般に、東洋区でもっとも多様な一方、オーストラリアや新熱帯区では種多様性が非常にひくい。成虫および幼虫形態は亜科ごとに大きく異なる。

### カギバガ亜科

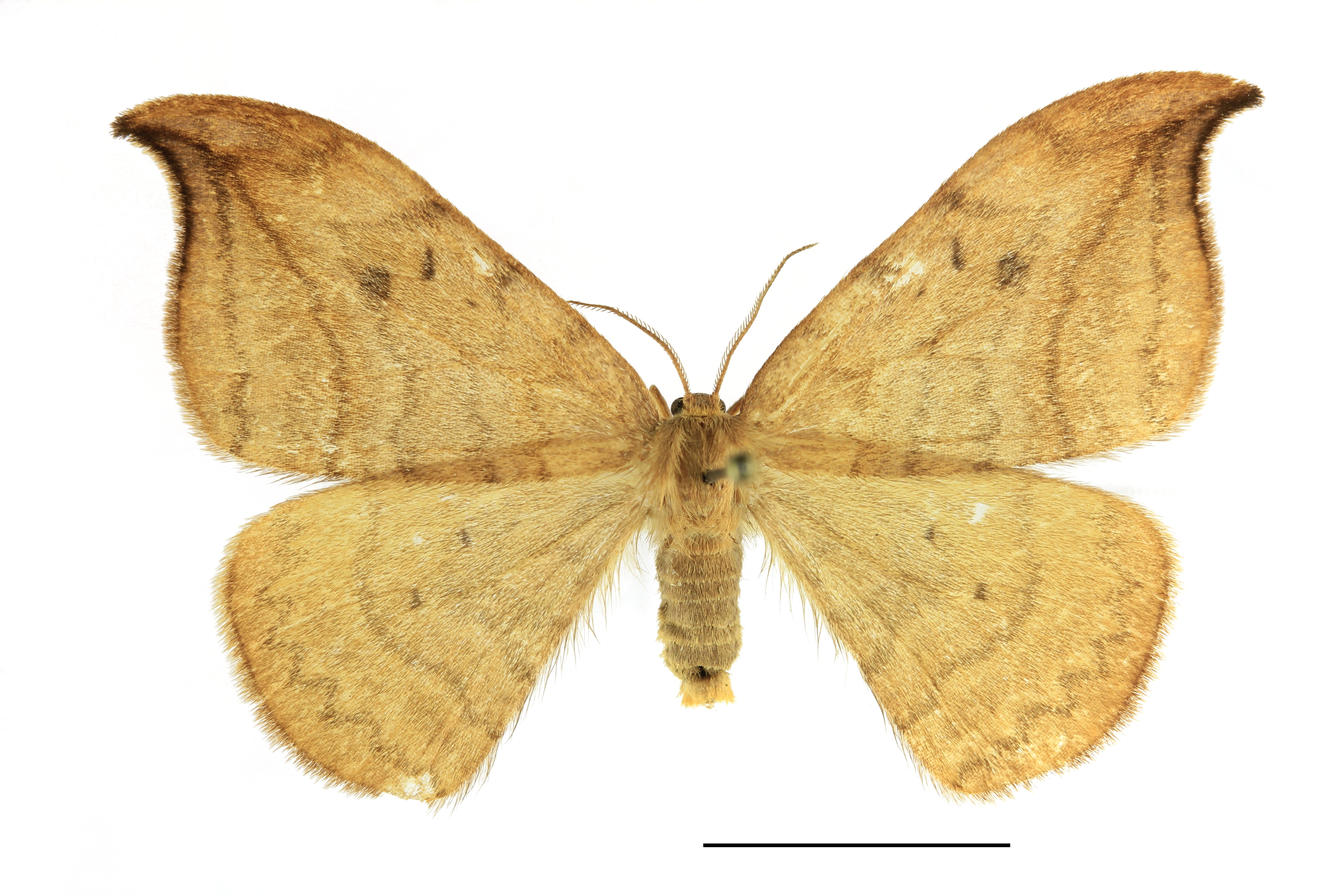

カギバガ亜科 Drepaninae は東洋区および旧北区アジアでもっとも多様な一方、新熱帯区とニュージーランドには分布しない。成虫は幅の広い翅を有し、シャクガ科に似る。前翅先端が鉤ないし鎌状に尖る種がよく知られるが、翅頂が尖らないものも少なくない。Oretini族（Oretinae亜科）では口吻が退化し、機能しない。

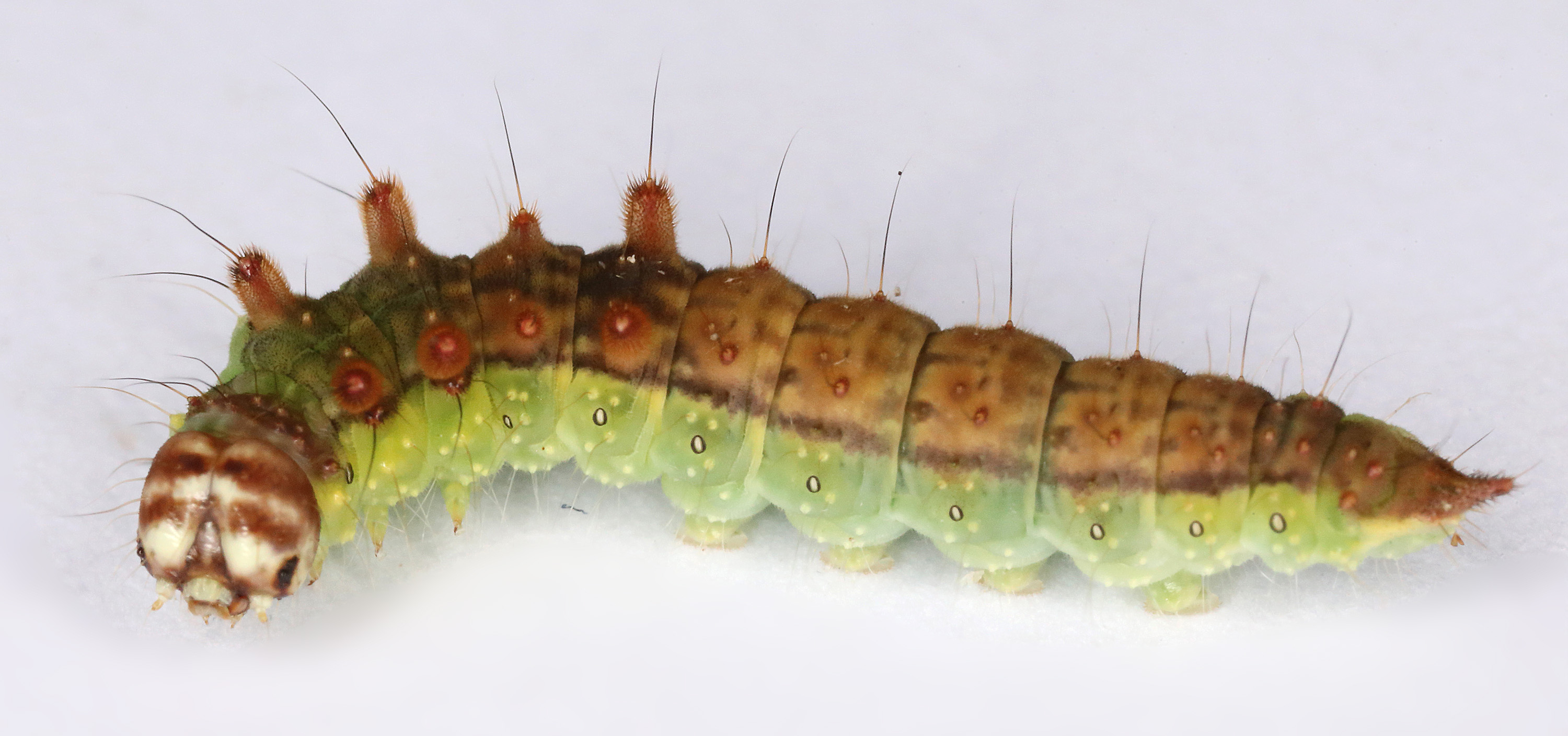

幼虫は尾脚（腹部末端の腹脚）が退化傾向にあり、鉤爪を欠く。肛上板の先端が突出して尾状になるものとならないものが見られる。

### オオカギバガ亜科

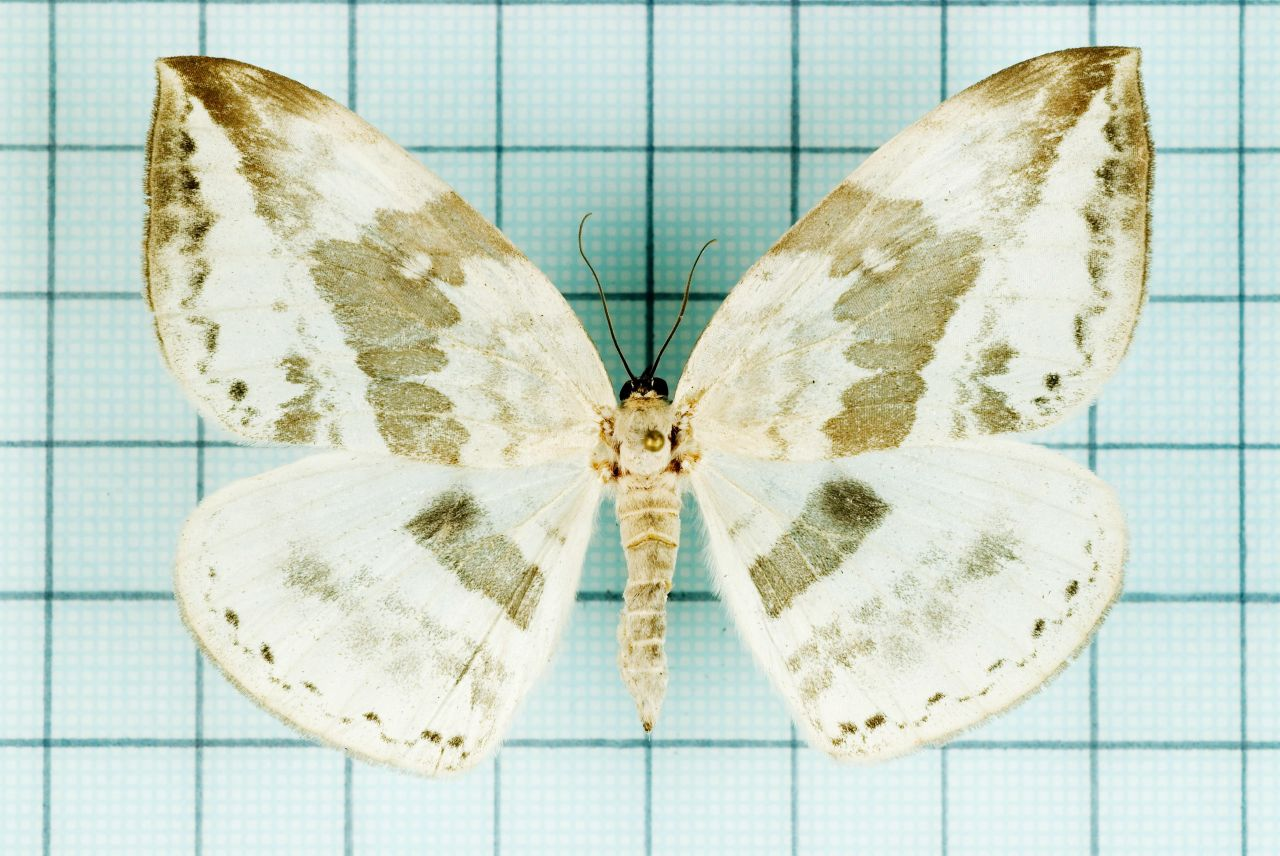

オオカギバガ亜科 Cyclidiinae は小さなグループで、2ないし3属が東・東南アジアから知られるのみである。成虫の翅形はカギバガ亜科のうち翅頂が尖らないものと同様である。オスの腹部には感覚毛の束が発達する。
幼虫の尾脚は発達する。

### トガリバガ亜科

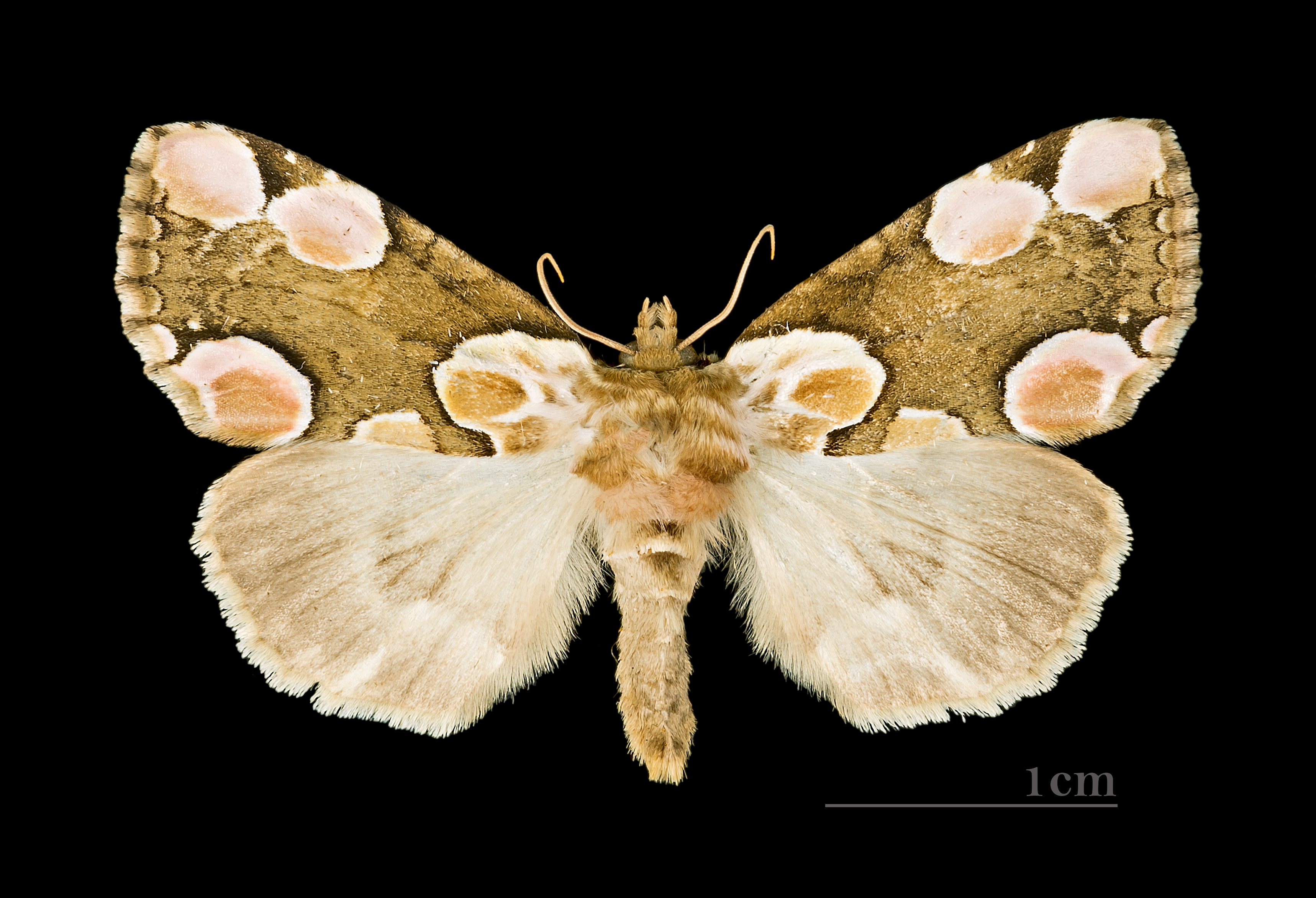

トガリバガ亜科 Thyatirinae は全北区と東洋区を中心に分布するが、アフリカ、ニューギニアおよび新熱帯区にも分布する。成虫は幅の狭い翅を持ち、他の2亜科とは異なり、一見するとヤガ上科に似る。

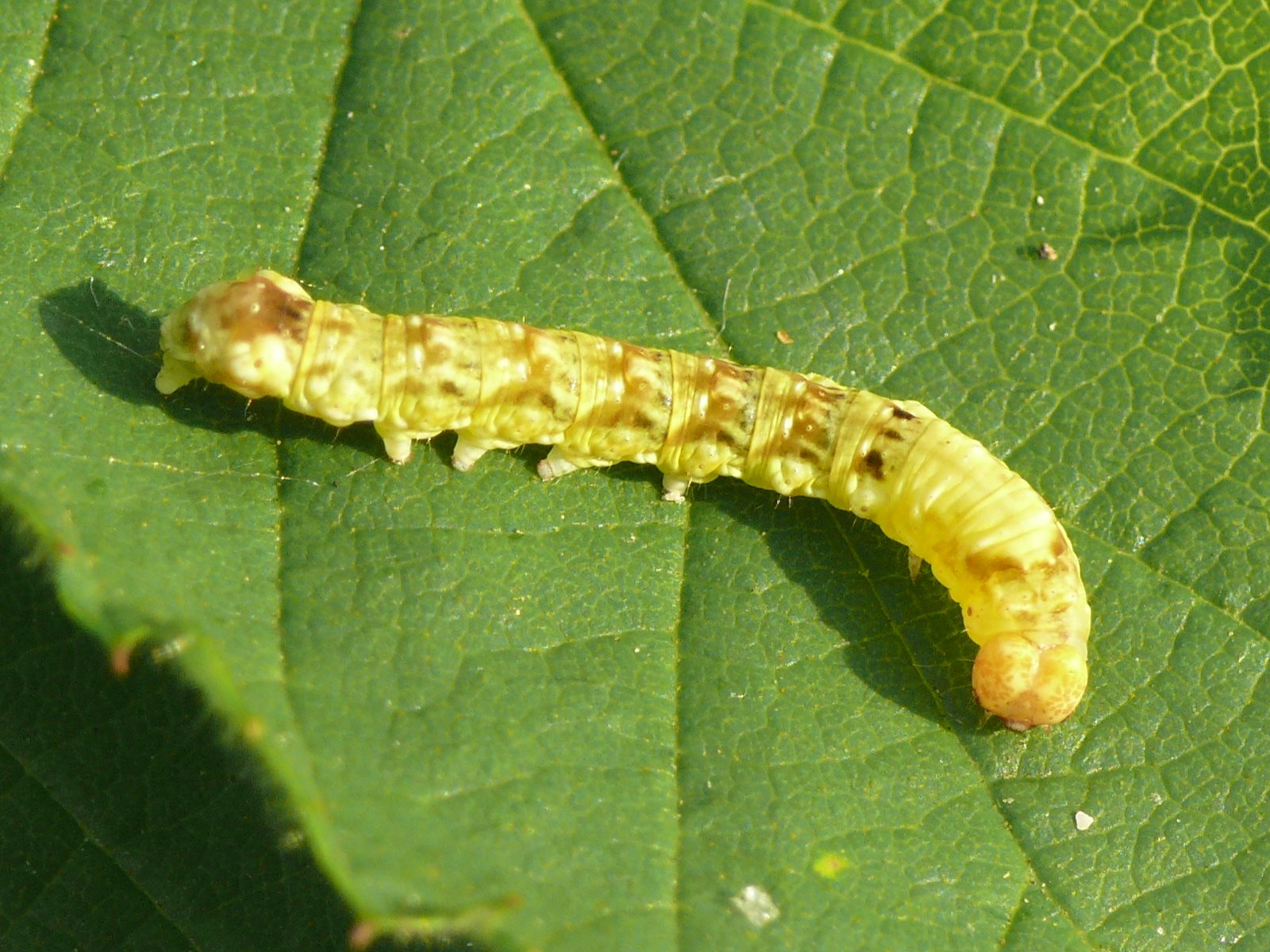

幼虫の尾脚は発達する。

## 生態
本科の成虫は一般的に夜行性だが、一部の種で昼行性が知られる。幼虫は木本植物を食草とする。
本科において、幼虫が葉を介して伝わる振動信号を生成し、同種他個体に対してなわばりを主張する行動が観察されている。とくによく研究されている D. arcuata（カギバガ亜科）では、生成する振動信号がかなり複雑なものであることが知られており、この信号の複雑さはカギバガ亜科の幼虫における尾脚の退化と関係していると考えられる。また、本種の幼虫は若齢では集団を形成し、後期齢になると単独生活を行うようになることが知られるが、若齢期の集団形成にも振動信号が利用されている可能性が指摘されており、振動信号を用いた種内コミュニケーションの進化を考えるうえで興味深い事例となっている。
モンウスギヌカギバ Macrocilix maia は翅の斑紋が糞に集まるハエと似ていることが指摘され、なんらかの擬態として機能している可能性が取り上げられるが、いまのところ学術的な研究は行われていない。

## 人との関係
アフリカに分布する Epicampoptera 属はコーヒーの害虫として知られる。

## ギャラリー

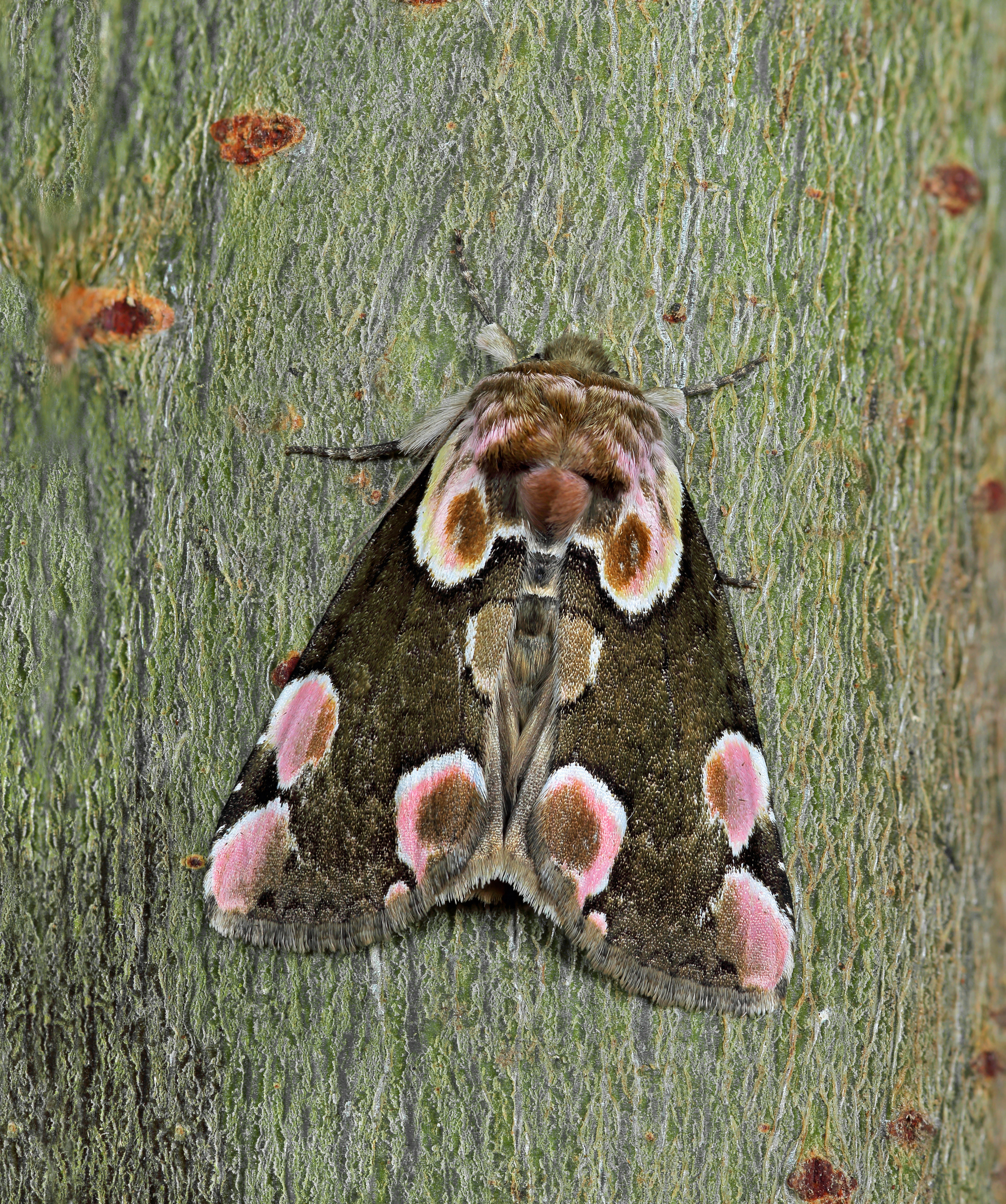
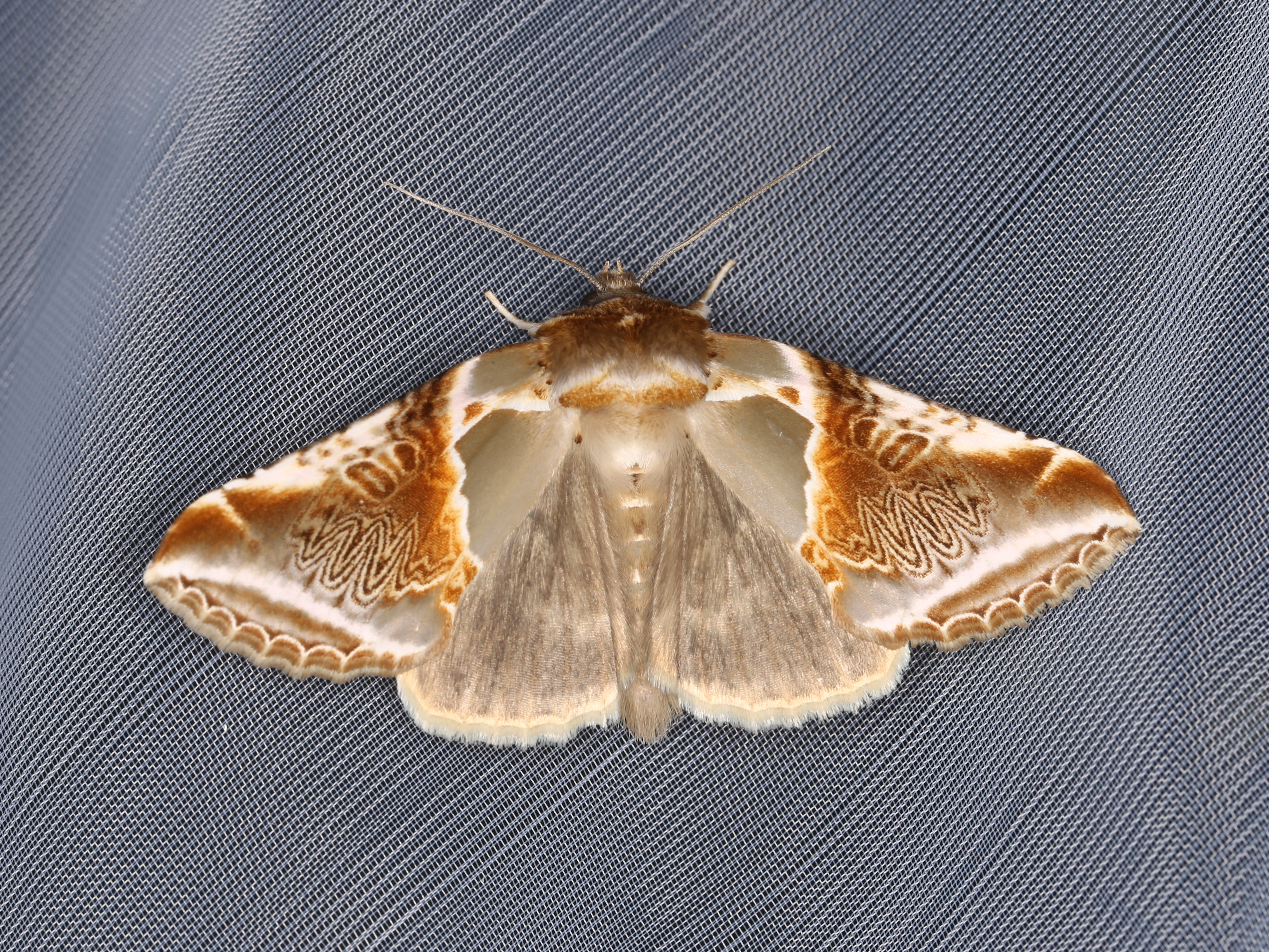
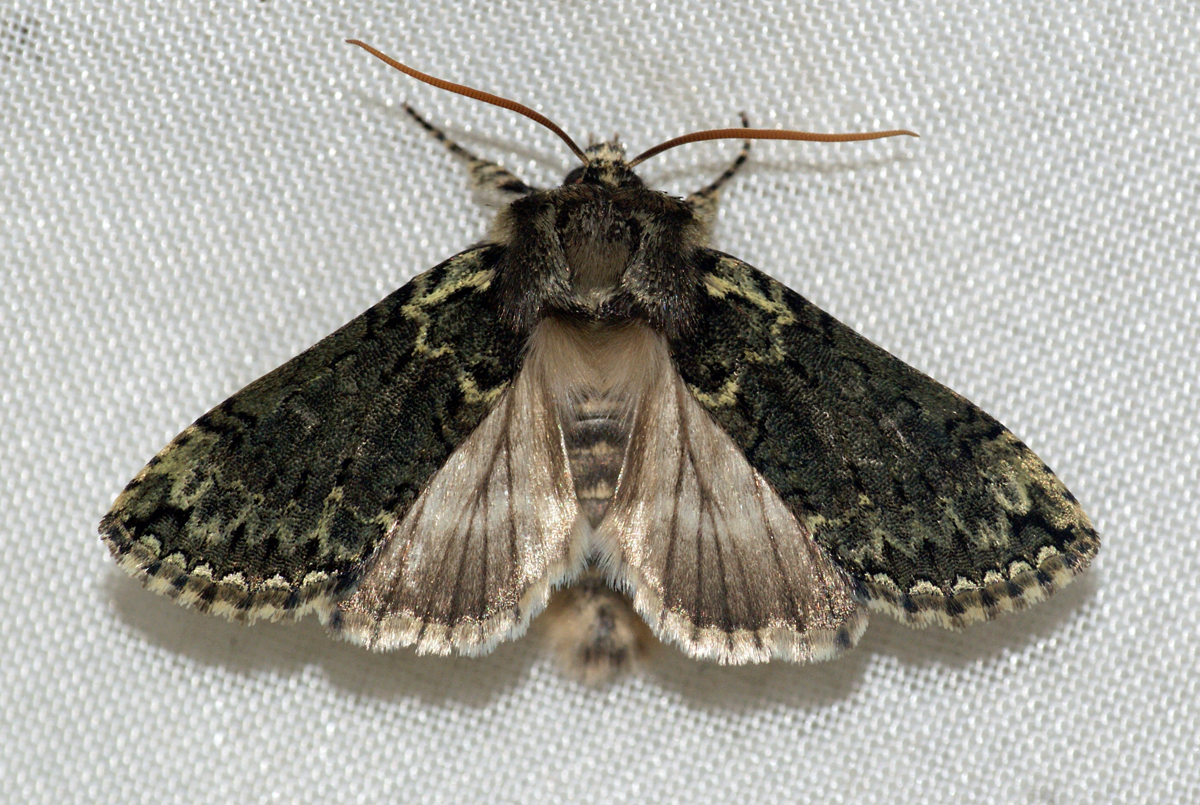
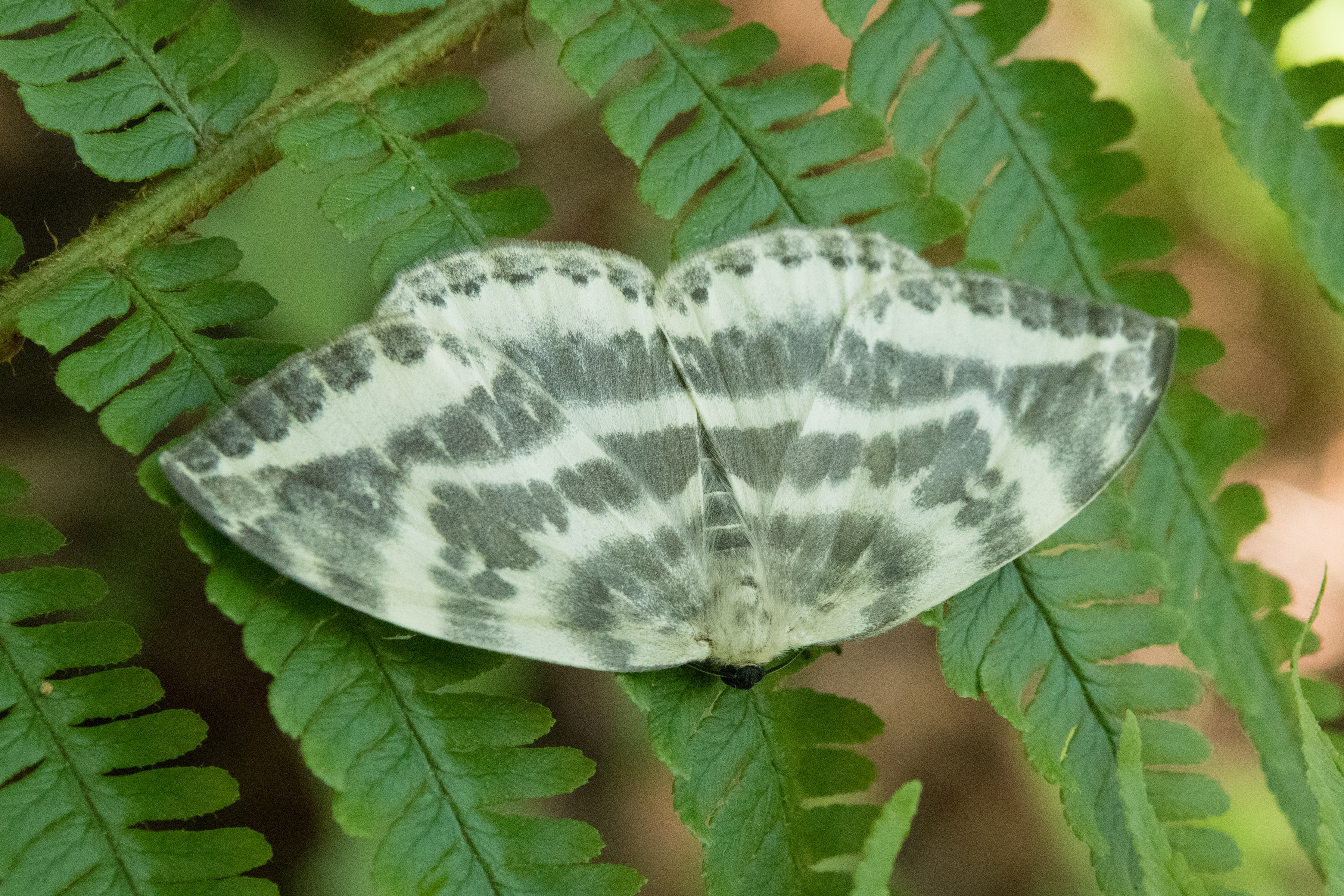
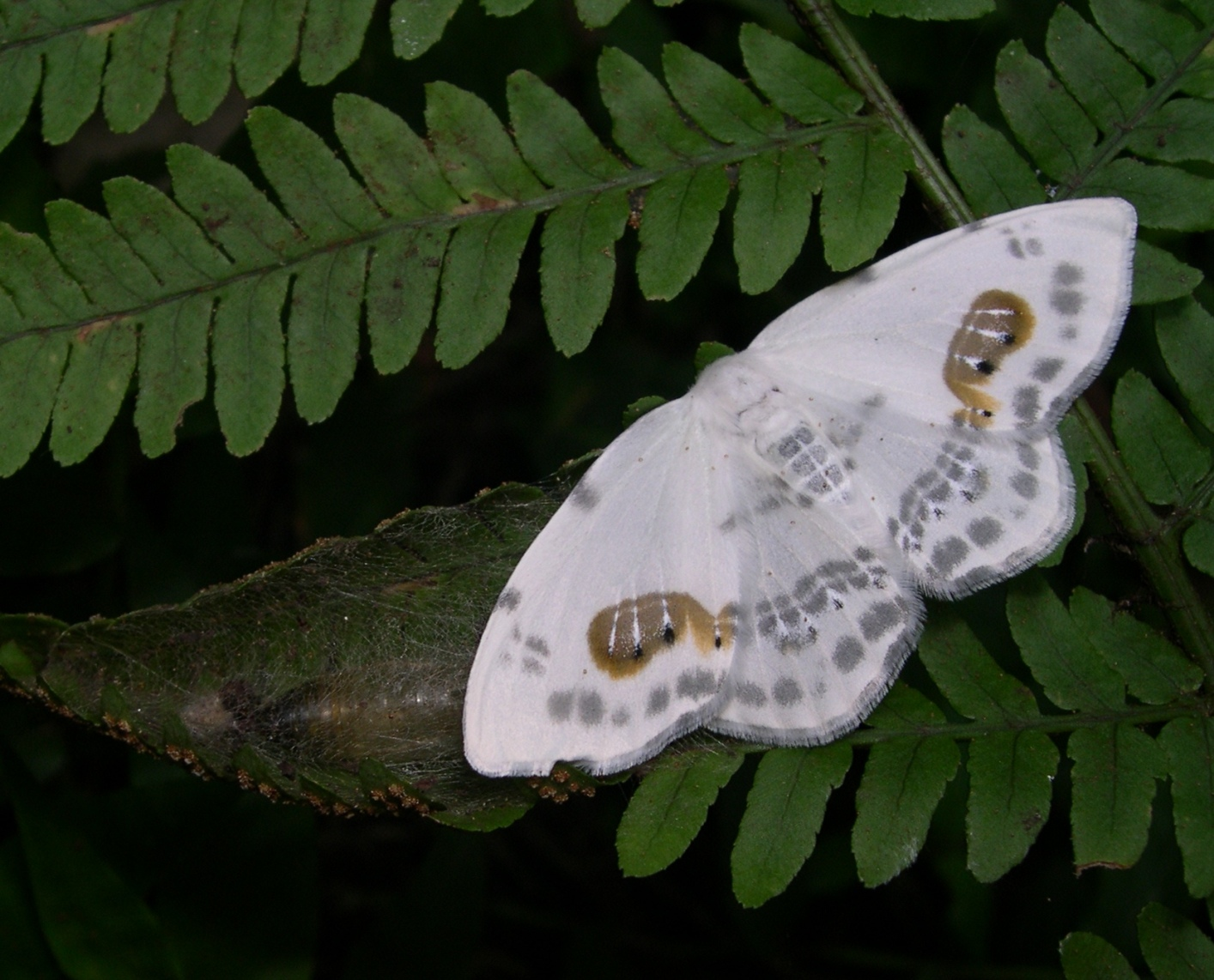
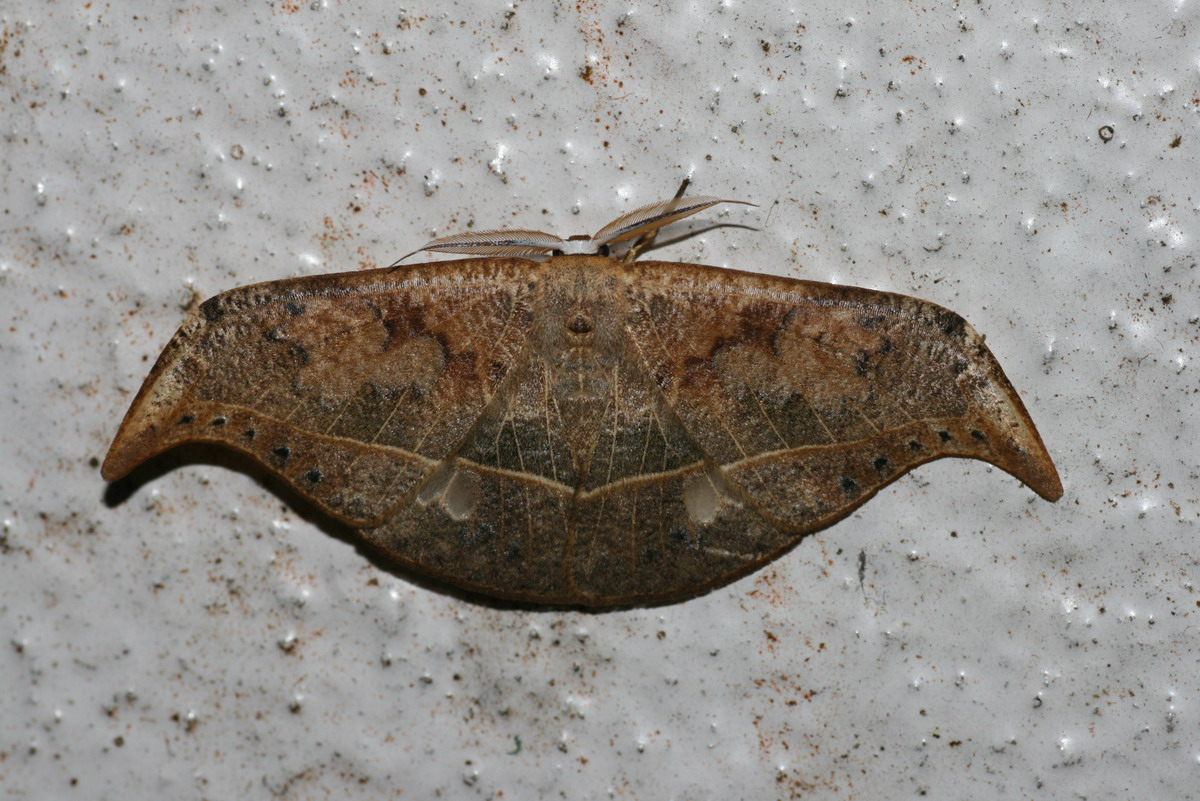
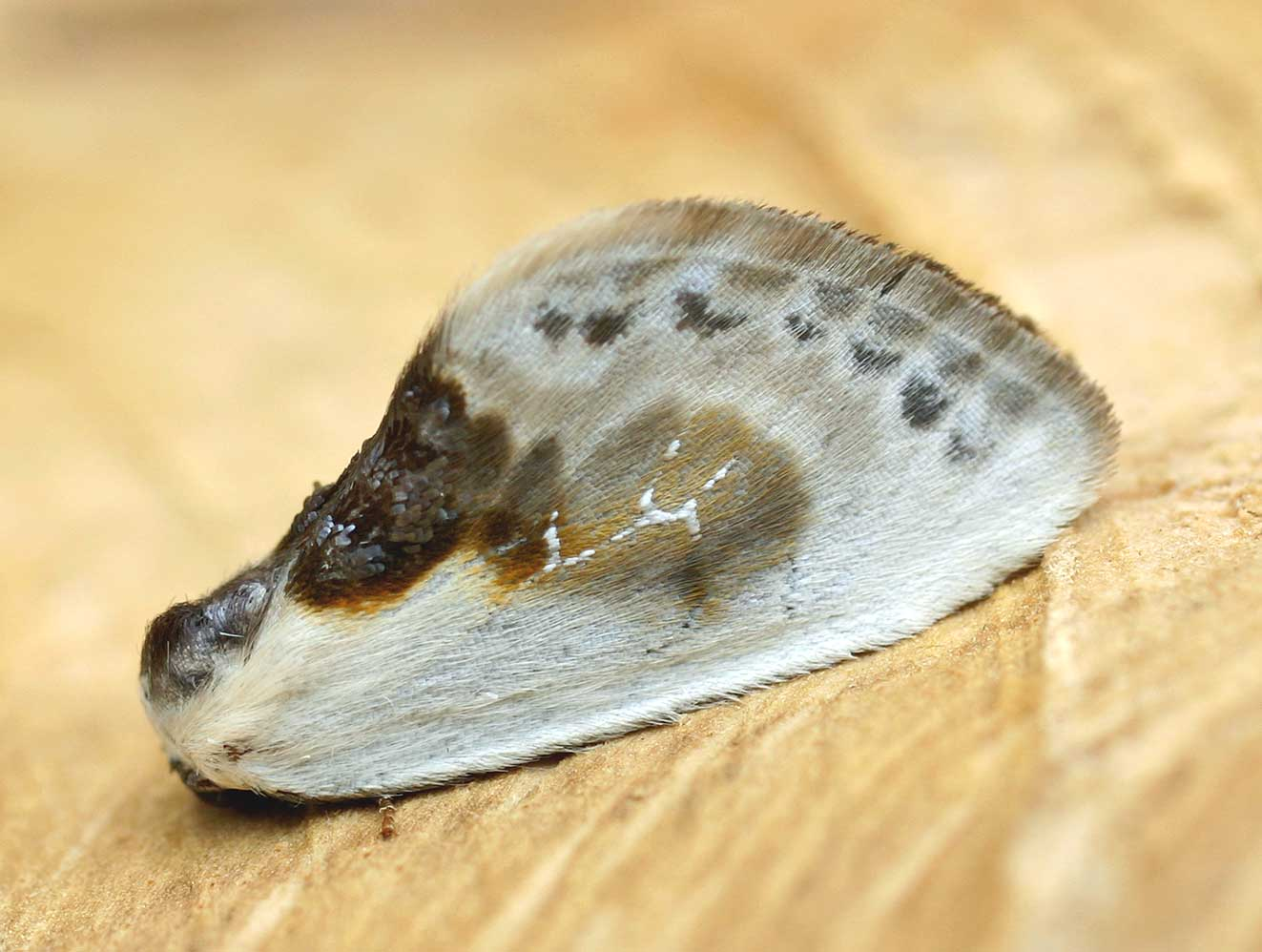
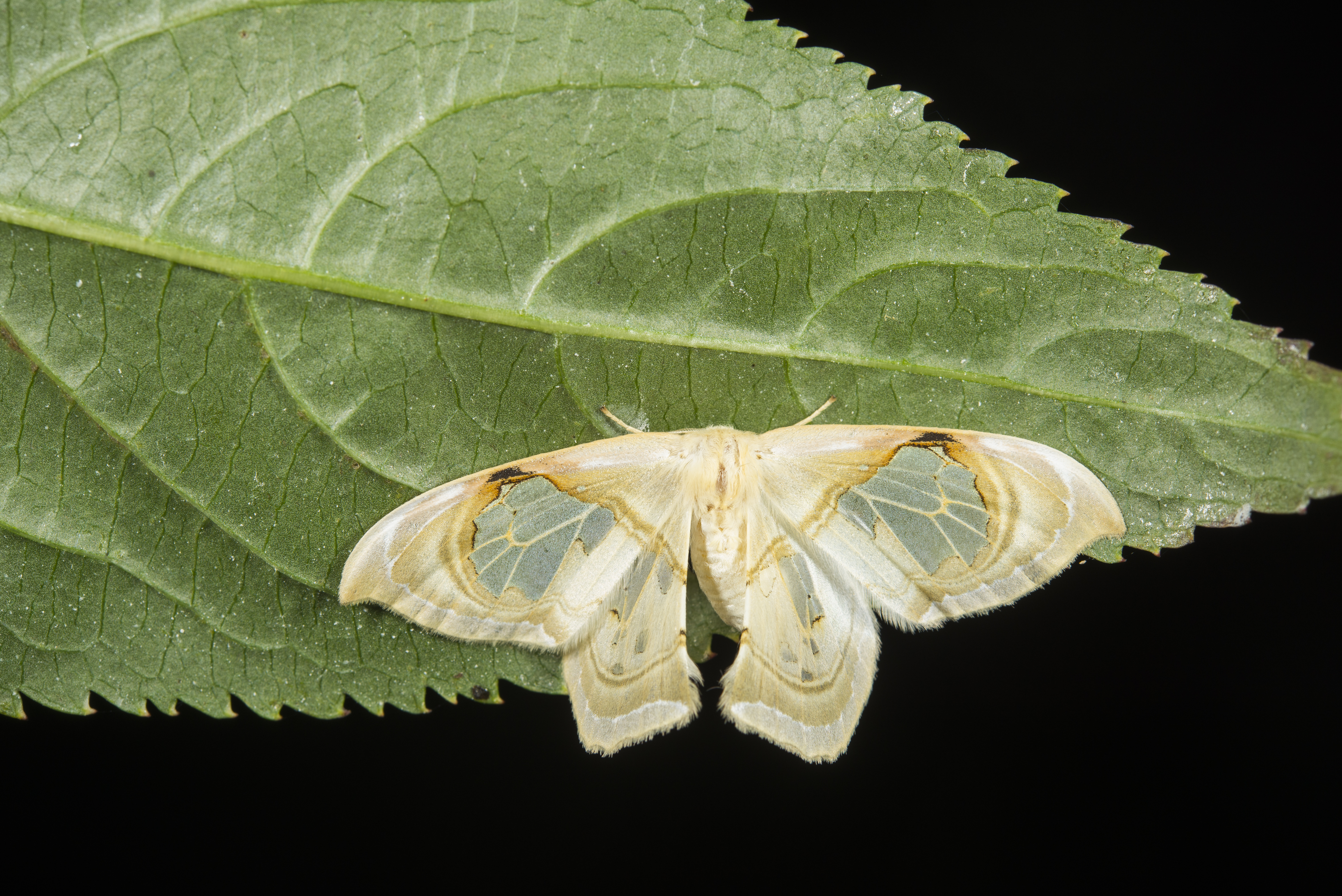
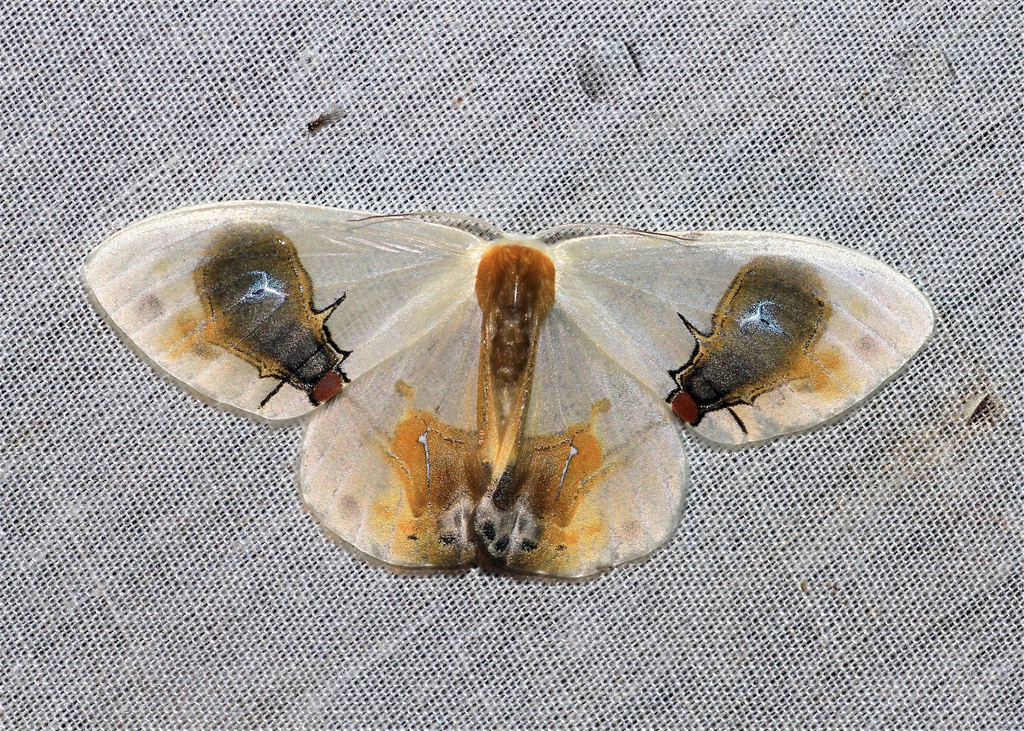
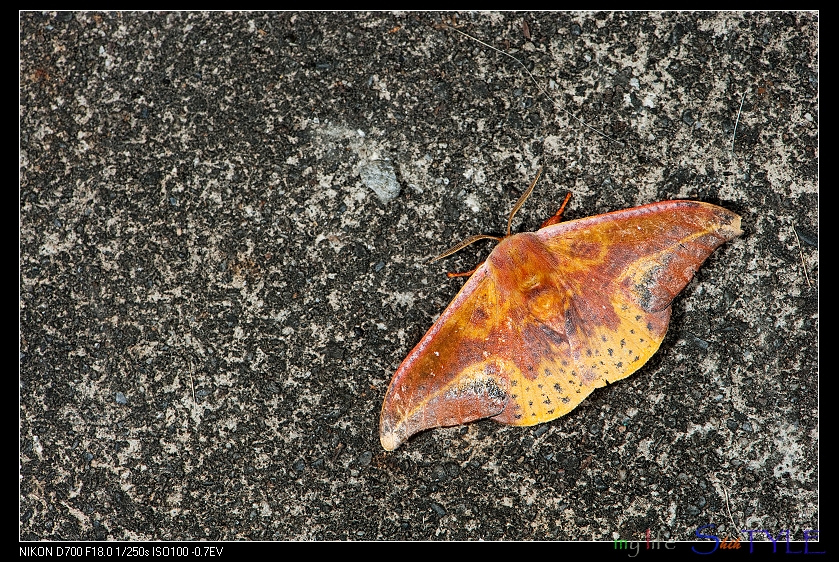

- モントガリバ T. batis, イギリス
- アヤトガリバ Habrosyne pyritoides, デンマーク
- Polyploca ridens, イギリス
- オオカギバ C. substigmaria, 日本
- ヒトツメカギバ Auzata superba , 日本
- Canucha specularis, ロシア
- Cilix glaucata, ベルギー
- Macrauzata minor, 台湾
- モンウスギヌカギバ M. maia, ボルネオ
- オオフトカギバ Oreta fuscopurpurea, 台湾